# János Rácz
Pour les articles homonymes, voir Rácz.
János Rácz (devenu Jean Racz après sa nationalisation), né le 3 août 1941 à Baja, en Hongrie et mort le 4 mars 2023 à Bonifacio, est un ancien joueur de basket-ball franco-hongrois. Il évolue durant sa carrière au poste de meneur.

## Biographie
Il est le père de la championne de skicross Ophélie David.

## Palmarès
- Champion de France en 1973 et 1974 avec l'AS Berck.